# Diocesi di Tanjung Selor

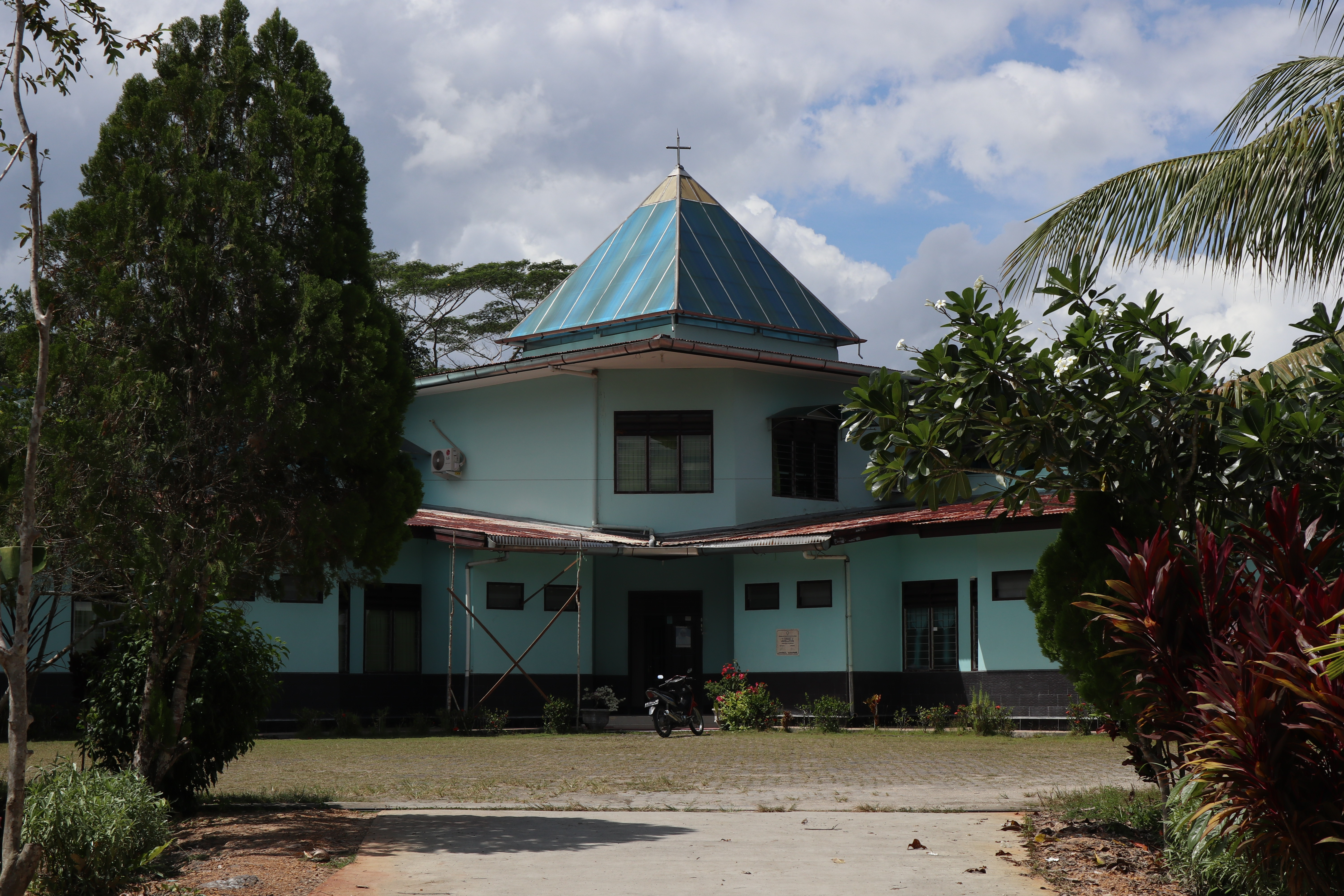
Il vescovado.

La diocesi di Tanjung Selor (in latino Dioecesis Tanjungselorensis) è una sede della Chiesa cattolica in Indonesia suffraganea dell'arcidiocesi di Samarinda. Nel 2022 contava 55.000 battezzati su 959.000 abitanti. È retta dal vescovo Paulinus Yan Olla, M.S.F.

## Territorio
La diocesi si trova nella parte indonesiana dell'isola del Borneo e comprende il Kalimantan Settentrionale e la reggenza di Berau nel Kalimantan Orientale.
Sede vescovile è la città di Tanjung Selor, dove si trova la cattedrale di Santa Maria Assunta.
Il territorio è suddiviso in 15 parrocchie.

## Storia
La diocesi è stata eretta il 22 dicembre 2001 con la bolla Ad aptius consulendum di papa Giovanni Paolo II, ricavandone il territorio dalla diocesi di Samarinda (oggi arcidiocesi).
Originariamente suffraganea dell'arcidiocesi di Pontianak, il 14 gennaio 2003 è entrata a far parte della nuova provincia ecclesiastica dell'arcidiocesi di Samarinda.

## Cronotassi dei vescovi
Si omettono i periodi di sede vacante non superiori ai 2 anni o non storicamente accertati.
- Justinus Harjosusanto, M.S.F. (22 dicembre 2001 - 16 febbraio 2015 nominato arcivescovo di Samarinda)
  - Sede vacante (2015-2018)
- Paulinus Yan Olla, M.S.F., dal 22 febbraio 2018

## Statistiche
La diocesi nel 2022 su una popolazione di 959.000 persone contava 55.000 battezzati, corrispondenti al 5,7% del totale.
| anno | popolazione | popolazione | popolazione | presbiteri | presbiteri | presbiteri | presbiteri                | diaconi | religiosi | religiosi | parrocchie |
| anno | battezzati  | totale      | %           | numero     | secolari   | regolari   | battezzati per presbitero | diaconi | uomini    | donne     | parrocchie |
| ---- | ----------- | ----------- | ----------- | ---------- | ---------- | ---------- | ------------------------- | ------- | --------- | --------- | ---------- |
| 2002 | 25.384      | 756.250     | 3,4         | 16         | 4          | 12         | 1.586                     |         | 12        | 14        | 10         |
| 2003 | 25.384      | 756.250     | 3,4         | 16         | 4          | 12         | 1.586                     |         | 12        | 14        | 10         |
| 2004 | 28.218      | 434.503     | 6,5         | 21         | 4          | 17         | 1.343                     |         | 17        | 28        | 12         |
| 2010 | 40.772      | 482.000     | 8,5         | 25         | 9          | 16         | 1.630                     |         | 24        | 32        | 25         |
| 2014 | 51.582      | 944.148     | 5,5         | 23         | 5          | 18         | 2.242                     |         | 30        | 33        | 15         |
| 2017 | 49.883      | 852.071     | 5,9         | 33         | 13         | 20         | 1.511                     |         | 31        | 31        | 20         |
| 2020 | 53.280      | 871.950     | 6,1         | 28         | 9          | 19         | 1.902                     | 1       | 32        | 40        | 15         |
| 2022 | 55.000      | 959.000     | 5,7         | 30         | 10         | 20         | 1.833                     |         | 33        | 40        | 15         |